# Bourgneuf (Charente Marítimo)
 Bourgneuf  es una población y comuna francesa, situada en la región de Poitou-Charentes, departamento de Charente Marítimo, en el distrito de La Rochelle y cantón de La Jarrie.

## Demografía
| 285 | 313 | 404 | 841 | 1044 | 1041 |
| Para los censos de 1962 a 1999 la población legal corresponde a la población sin duplicidades (Fuente: INSEE [Consultar]) |     |     |     |      |      |